# Teenage Mutant Ninja Turtles: Turtles in Time
Teenage Mutant Ninja Turtles: Turtles in Time ist ein Side-Scrolling Beat ’em up, welches erstmals 1991 durch Konami erschien und auf der Zeichentrickserie Teenage Mutant Hero Turtles von 1987 basiert. Nach der anfänglichen Arcade-Version folgte ein Jahr später eine Portierung auf das Super Nintendo Entertainment System als Teenage Mutant Ninja Turtles IV: Turtles in Time und im selben Jahr ein ähnliches Spiel unter dem Namen Teenage Mutant Hero Turtles: The Hyperstone Heist für Segas Mega Drive.
Eine leicht abgeänderte Version des Arcade-Spiels war als freischaltbarer Bonus in Teenage Mutant Ninja Turtles 3: Mutant Nightmare von 2005 enthalten. Im August 2009 veröffentlichte Ubisoft zudem ein überarbeitetes 3D-Remake der Originalversion als Teenage Mutant Ninja Turtles: Turtles in Time Re-Shelled für Xbox Live Arcade und einen Monat später für das PlayStation Network.

## Handlung
Die Einführungsszene zeigt die vier Turtles, die sich einen Nachrichtenbericht von April O’Neil von Liberty Island im TV ansehen und entsetzt zusehen zu müssen, wie Krang die Freiheitsstatue stiehlt. Die Turtles machen sich sofort auf und verfolgen Shredder und die Foot Gang bis hin zum Technodrome, wo Shredder sie mittels einer Raum-Zeit-Falle auf Zeitreise schickt. Somit startet das Spiel in den Straßen von New York City und zieht sich u. a. über die prähistorische Geschichte, den Wilden Westen bis hin zu Shredders Stützpunkt im Jahre 2100 in der Zukunft.

## Gameplay
Bis zu vier Spieler (zwei Spieler in der SNES-Version) übernehmen die Steuerung von Leonardo, Donatello, Raphael oder Michelangelo, unter denen jeder seine persönlichen Waffen, Stärken und Schwächen besitzt. Das Spiel umfasst dieselbe Steuerung der Arcade-Version, ein Steuerkreuz zum Bewegen der Spielfigur und jeweils zwei Knöpfe zum Springen und Angreifen, wobei sich durch bestimmte Kombinationen diverse Spezialattacken ausführen lassen. Im Gegensatz zur vorigen Version bietet dieses Spiel einige Extras, darunter die Möglichkeit, einen Finalschlag beim Gegner auszuführen, nachdem er bereits viele Male getroffen wurde und seine Feinde in eine andere Masse oder gegen den Spielbildschirm zu werfen. Die Aufgabe des Spielers besteht darin, die Turtles nun durch eine Reihe von Leveln zu führen, während jedes Level eine andere Ära der Geschichte repräsentiert. Die Gegner einschließlich der Endgegner sind der Zeichentrickserie von 1987 nachempfunden.

## Levelumgebungen
Scene 1: Big Apple, 3 A.M.
Das erste Level spielt in New York City auf einer hohen Großbaustelle. Der Spieler kämpft gegen Baxter Stockman am Ende des Levels.
Scene 2: Alleycat Blues
Das Geschehnis spielt auf den Straßen New Yorks, Metal Head ist der Endgegner dieses Levels.
Scene 3: Sewer Surfin
Ein reines Surfing-Level, in dem der Rat King bezwungen werden muss.
Scene 4: Technodrome: Let’s Kick Shell!
(SNES-exklusives Level)
Die Turtles gelangen zum Technodrome um Shredder anzugreifen. Dies ist das einzige Level, in dem zwei Bosskämpfe stattfinden: zuerst gegen Tokka und Rahzar, danach gegen Shredder. Letzterer schickt die Turtles auf eine Zeitreise, nachdem sein Kampfroboter zerstört wurde.
A.C. 250000000: Prehistoric Turtlesaurus
Nach der Zeitreise finden sich die Turtles im Zeitalter der Dinosaurier wieder. Der Spieler stellt sich Cement Man gegen Ende entgegen (Slash in der SNES-Version).
A.D. 1530: Skull and Crossbones
Dieses Level findet auf einem Piratenschiff statt und lässt den Spieler gegen Rocksteady und Bebop antreten.
A.D. 1885: Bury my Shell at Wounded Knee
Das letzte Level in der Vergangenheit, welches auf einem Wildwestzug spielt. Leatherhead ist der Boss dieses Levels.
A.D. 2020: Neon Night-Riders
Das erste Level in der Zukunft und zugleich das zweite Surfing-Level. Am Ende erwartet Super Krang die Turtles zum Kampf.
A.D. 2100: Starbase: Where No Turtles Have Gone Before
Der Spieler findet sich in einer Weltraumbasis wieder. Krang erscheint in einem UFO und greift die Turtles an.
A.D. 1992: Technodrome: The Final Shell Shock
Die Turtles treten gegen Shredders finale Form an: Super Shredder. In diesem Level findet ausschließlich der letzte Bosskampf statt.

## Entwicklung
Die Originalmusik des Spiels komponierte Mutsuhiko Izumi, der bereits für die Musik des zuvor erschienenen Arcade-Spiels zuständig war. Zusätzlich zum originalen Soundtrack lieferte die Attract Mode der Arcade-Version den Song Pizza Power aus dem Livekonzert, bekannt als die Coming Out of Their Shells Tour. Die Spielmusik erschien 1992 als Teil des Compilation Albums Konami All-Stars 1993 – Music Station of Dreams durch King Records. Die 2005er Version, welche in Teenage Mutant Ninja Turtles 3: Mutant Nightmare enthalten ist, wurde in Sachen Musik und Stimmen entsprechend der zweiten TV-Serie angepasst. Ein ähnlicher Vorgang wiederholte sich beim 2009-Remake Re-Shelled.

## Portierungen

### Super Nintendo Entertainment System
Die SNES-Version wurde in Teenage Mutant Ninja Turtles IV: Turtles in Time umbenannt, um einen direkten Anschluss an die drei vorher erschienenen NES-Spiele zu schaffen. Dabei wurden dem Konsolenspiel einige Unterschiede in Sachen Gameplay und Gestaltung verliehen, womit es keine direkte Portierung des Arcade-Spiels ist. Während der SNES-Version einige Grafikeffekte und Animationen fehlen, verfügt es über einen Mode-7-Effekt im Level Neon Night-Riders und die mögliche Option, den grünen Hautton für jeden Turtle festzulegen. Weiterhin fehlen dem SNES-Spiel gewisse Stimmproben der Turtles sowie der Endgegner. Zudem wurde der Arcade-Titelsong Pizza Power durch ein Instrumentalstück des Titelsongs der ersten Serie im Startbildschirm ersetzt.
Diverse Änderungen wurden auch am Gameplay der SNES-Version vorgenommen. So wurden die Level Sewer Surfin und Neon Night-Riders zu Bonusleveln umgewandelt und das neue Level Technodrome: Let’s Kick Shell! hinzugefügt. Des Weiteren implementierte man fünf neue Endgegner, darunter Slash (der den Cement Man ablöste), den Rat King, Shredder im Kampfpanzer sowie Rocksteady und Bebop, die Tokka und Rahzar ersetzten (letztere versetzte man in das neue Technodrome-Level). Ebenfalls tritt man im letzten Kampf gegen Super Shredder stattdessen Normalform an, wie er schon in der zweiten Verfilmung Turtles II – Das Geheimnis des Ooze auftrat. Das Spiel verfügt ebenfalls über einen Time-Trial- und einen Versus-Modus. Die Fähigkeit, seine Gegner gegen den Spielbildschirm zu werfen, kann außerdem nunmehr bewusst ausgeführt werden, anstatt durch Zufall.

### Remake

Remake-Logo von 2009

Das Remake Teenage Mutant Ninja Turtles: Turtles in Time Re-Shelled von 2009 verfügt über gänzlich neue Grafiken und Sounds, sodass die Grafik nun komplett in 3D gehalten ist. Die Eröffnungssequenz sowie der Abspann wurden dabei in 2D stilisiert. Man übernahm die Stimmproben und Sprüche der Arcade-Version, neu synchronisiert von der Besetzung der 2003er Serie. Die Hintergrundmusik jedes Levels wurde ebenfalls neu arrangiert. Die im SNES-Spiel enthaltenen Bonuslevel und Endgegner wurden nicht übernommen, Re-Shelled ist somit gänzlich als Remake des Arcade-Spiels anzusehen. Lediglich das Gameplay blieb dem Original treu, mit der zusätzlichen Möglichkeit, nun in acht Richtungen angreifen zu können. Das Spiel kann Online sowie Offline mit bis zu vier Spielern gespielt werden. Zudem bietet die Version einen Survival- und Quickplay-Modus, verschiedene Schwierigkeitsgrade sowie ein Erfolgssystem.

## Rezeption
| Publikation    | Bewertung |
| -------------- | --------- |
| Mean Machines  | 80 %      |
| Nintendo Power | 4 / 5     |
| Nintendojo     | 9,4 / 10  |

| Publikation | Bewertung            |
| ----------- | -------------------- |
| 4Players    | 82 / 100 – Gut       |
| Gamezone    | 6,8 / 10 – Brauchbar |
| IGN         | 5,9 / 10             |

Bereits kurz nach dem Erscheinungsdatum wurde Turtles in Time Konamis meistverkaufter Arcade-Titel. Obwohl Kritikern die Ähnlichkeit des zweiten Spiels zur ersten Arcade-Version auffiel, befand man sie in allen Punkten als Aufbesserung des Vorgängers, einschließlich Grafik, Sound und Gameplay.

“The word to think about when playing Teenage Mutant Ninja Turtles: Turtles in Time is ‘improvement’. This game is much better than the first incarnation.
The graphics are better, the sound is better and the action is better.”

„Das Wort, das einem beim Spielen von Teenage Mutant Ninja Turtles: Turtles in Time einfällt ist ‚Verbesserung‘. Dieses Spiel übertrifft die erste Version.
Die Grafiken sind besser, der Sound ist besser und die Action ist besser.“

Insgesamt lobte man besonders die erhaltene Treue zur Urversion sowie die zusätzlichen Bonuslevel und Spielmodi. Hingegen bemängelte man die kurze Spieldauer und das monotone Gameplay. Trotz dieser Kritiken bezeichnete Nintendojo Teenage Mutant Ninja Turtles IV: Turtles in Time als das beste Ninja Turtles-Spiel aller Zeiten.

“Turtles in Time is the definitive Ninja Turtles game. […] It is the greatest side scrolling action brawler ever made because of its charm, wit, and excellent level design.”

„Turtles in Time ist das ultimative Ninja Turtles Spiel. […] Es ist der beste Side Scrolling Action-Prügler aller Zeiten, aufgrund seines Charms, Witzes und exzellenten Leveldesigns.“

Im Gegensatz zur SNES-Version traf das Remake von 2009 auf sehr gemischte Meinungen. IGN gab dem Spiel eine Wertung von 5,9 von 10, unter der Begründung, dass Ubisoft nicht genug der Originalversion implementierte, um den verhältnismäßig hohen Preis des Remakes zu rechtfertigen. Man kritisierte ebenfalls die fehlende Option, die originale Arcade-Version spielen zu können.

“Ubisoft didn’t ruin the original arcade game; it just didn’t do enough with it. Virtually nothing has been added to the gameplay, so you’re paying a premium for updated graphics you may not even like. […] Microsoft just dropped the price of Turtles in Time Re-Shelled from the laughable $15 it was originally planning on to $10, but that still feels like too much.”

„Ubisoft hat das originale Arcade Spiel nicht verunstaltet; sie haben nur nicht genug damit angefangen. Dem Gameplay wurde praktisch nichts hinzugefügt, man zahlt also einen Aufpreis für lediglich verbesserte Grafiken, die man womöglich nicht einmal mag. […] Microsoft senkte den Preis von Turtles in Time Re-Shelled von ursprünglich geplanten 15 $ auf 10 $, aber das fühlt sich immer noch als zu viel an.“

GameTrailers wertete das Spiel mit 6,1 von 10, da der Umfang des Remakes nicht mehr als ein oder zwei Spiele mit diesem gewährleisten würde. ScrewAttack listete das Spiel sogar auf Platz 8 ihrer Top Ten Biggest Busts List mit der Aussage, man nahm den gesamten Spielspaß der Arcade-Version heraus.

## Trivia
- Turtles in Time enthält das nahezu gleiche Leveldesign wie The Hyperstone Heist für das Sega Mega Drive, allerdings mit einzigartigen Zeitreise-Leveln.
- Trotz des Zusatzes IV im Titel der SNES-Version ist dieser Teil nicht das vierte Heimkonsolenspiel – Teenage Mutant Ninja Turtles III: The Manhattan Project für das NES erschien erst nach Turtles in Time.
- Die US-Version des Arcade-Spiels enthielt den “Winners Don’t Use Drugs”-Slogan.
- Nicht alle Spielelemente sind der 1987er Serie nachempfunden: Die Endgegner Tokka und Rahzar stammen aus dem zweiten Realfilm.
- Ebenso wurde Shredder im Kampfpanzer, welcher im SNES-exklusiven Technodrome-Level erscheint, der zweiten Realverfilmung entnommen.
- Trotz der Zeitreise-Thematik steht das Spiel in keinem Zusammenhang mit dem dritten Realfilm Turtles III. Die Turtles landen im Film lediglich im feudalen Japan.